# Skały Olsztyńskie

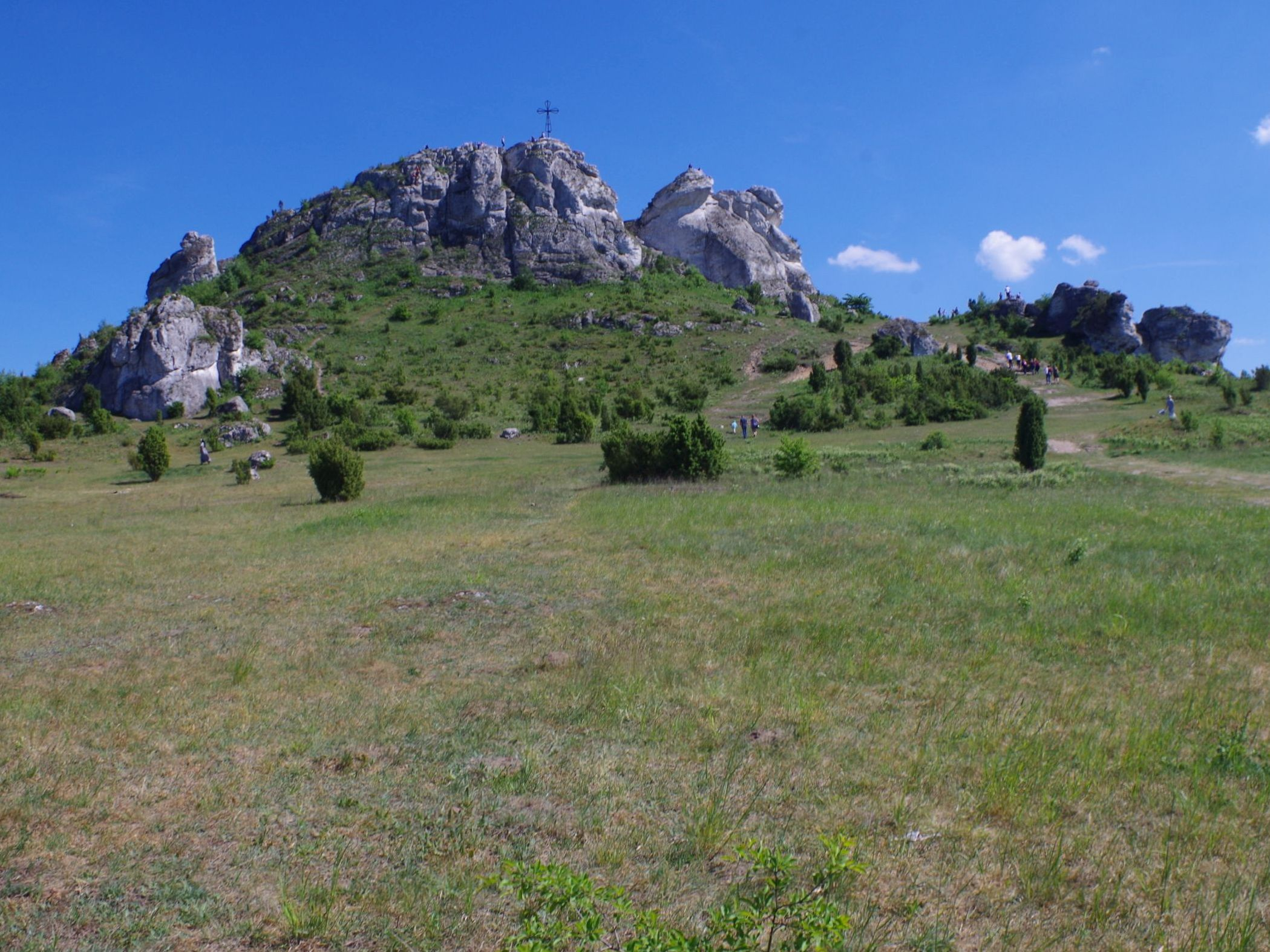
Biakło

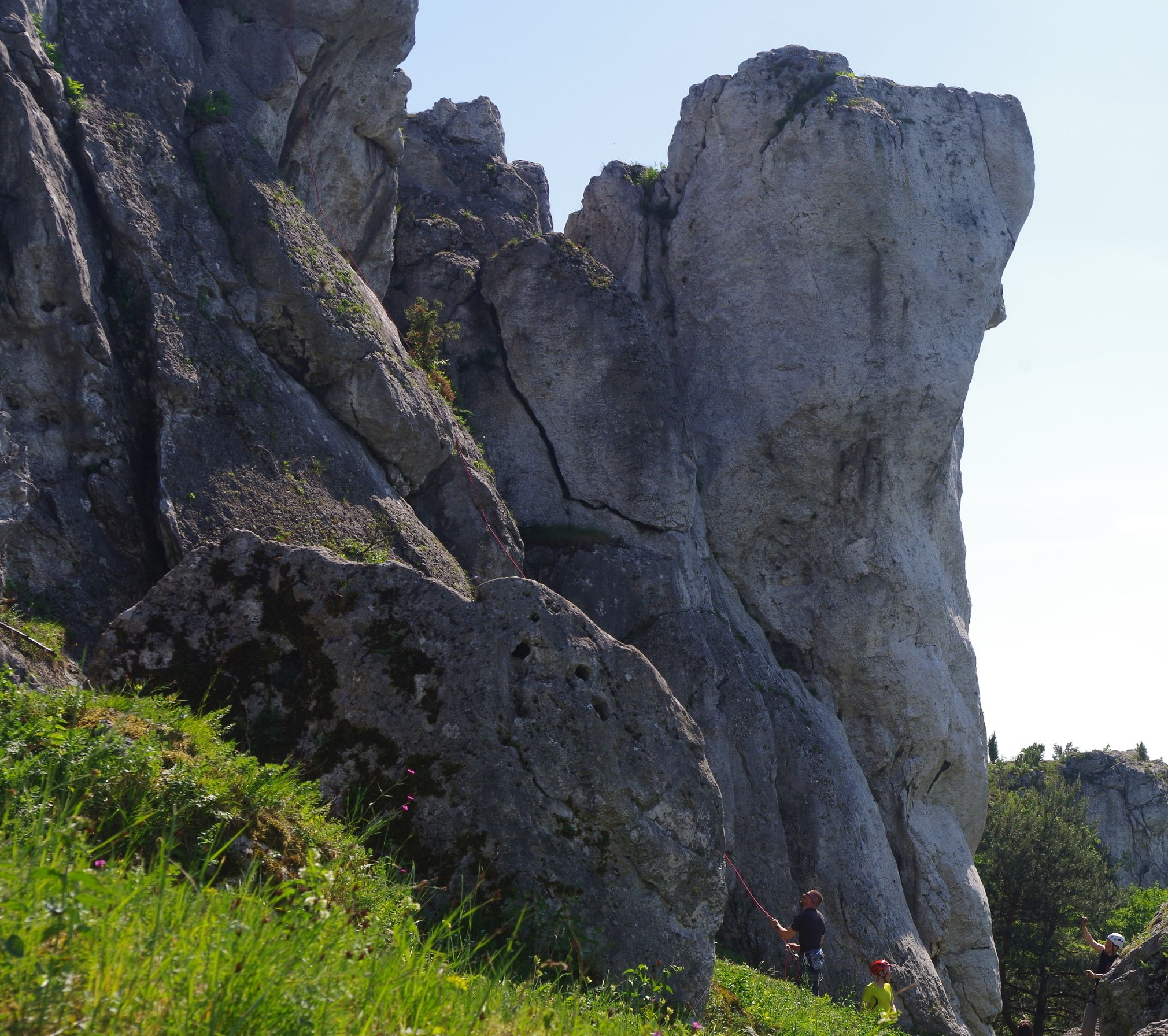
Dziewica

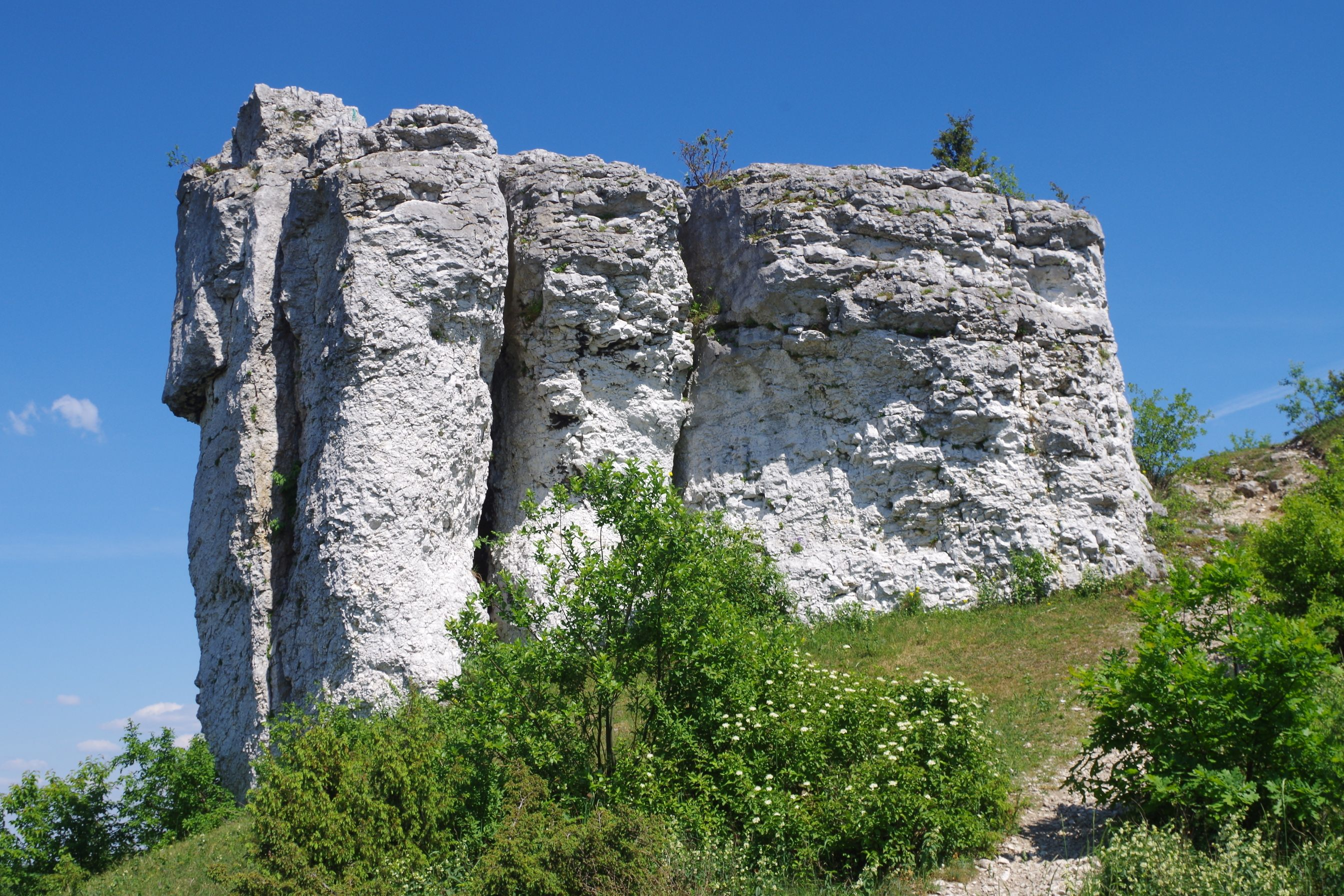
Grzybki

Skały Olsztyńskie – grupa skał w gminie Olsztyn, powiecie częstochowskim, województwie śląskim. Znajdują się na terenie miejscowości Olsztyn, Kusięta, Przymiłowice, Zrębice. ich okolice są bogate w ostańce o różnorodnych formach grzybów skalnych, baszt, maczug, murów skalnych i innych. Zwykle występują na wzgórzach tworząc skupiska. Zbudowane są z późnojurajskich wapieni. Pod względem geograficznym znajdują się na Wyżynie Mirowsko-Częstochowskiej będącej częścią Wyżyny Częstochowskiej.
W Olsztynie, Kusiętach i ich okolicach wyróżnia się następujące wzgórza z formacjami skalnymi:
- Biakło ze skałami: Biakło, Garb, Mnich, Sfinks, Blin, Okręt, Z Jałowcem,
- Cegielnia ze skałami Grupy Dziewicy: Szafa, Biblioteka, Dziewica i Owczy Mur (Owczy Grzbiet),
- Góra Zamkowa z Zamkiem w Olsztynie i Skałami przy Zamku: Ganek Ewy, Grzyb, Filar Adeptów, Mur pod Basztą, Przekładaniec, Pusta Turnia, Skrajna Turnia (Skrajny Filar), Słoneczne Dolne, Słoneczne Górne, Żółty Filar
- Góry Towarne Duże (Góry Towarnie Duże) ze skałami: Płyta i Grota,
- Góry Towarne Małe (Góry Towarnie Małe) ze skałami: Bałwanek i Kogutek,
- Lipówki ze skałami: Grzybki, Płetwa, Urwista Turnia, Podcięta Turnia,
- Lisica
- Ostra Górka,
- Ostrówek,
- Rachowiec ze skałą Kuropatwa,
- Skałki Małe,
- Skałki Duże,
- Sokole Góry z licznymi skałami,
- Zielona Góra ze skałami: Kowadło, Płetwa, Podkowadle, Zielona Góra[1][4].

Wiele z tych skał jest popularnym obiektem wspinaczki skalnej. Do skał wspinaczkowych należą
- Grupa Dziewicy na wzgórzu Cegielnia,
- Biakło,
- skały na wzgórzu Lipówki,
- skały na Górach Towarnych,
- Skały przy Zamku,
- skały na Zielonej Górze (w obrębie rezerwatu przyrody Zielona Góra),
- Lisica i Kuropatwa[4].